# Cruckshanksia montiana
Cruckshanksia montiana är en måreväxtart som beskrevs av Dominique Clos. Cruckshanksia montiana ingår i släktet Cruckshanksia och familjen måreväxter. Inga underarter finns listade i Catalogue of Life.